# Дракон (пьеса)
«Драко́н» — пьеса-сказка в трёх действиях советского драматурга Евгения Шварца. Написана в 1942—1944 годах, в эвакуации из блокадного Ленинграда в Сталинабаде. Попытки постановки пьесы на сцене театра в период правления И. В. Сталина и Н. С. Хрущёва закончились запретом цензурой. Спектакль в итоге начали ставить много позже. В 1988 году режиссёр Марк Захаров по мотивам пьесы снял фильм «Убить дракона». Составляет наряду с «Тенью» и «Голым королём» трилогию пьес-памфлетов.

## Сюжет
За основу взят сказочный сюжет народов Юго-Восточной Азии о драконе, которого нельзя победить, потому что победитель сам обращается в дракона, и только юноша с чистыми помыслами убивает чудовище. Шварц рассматривает тему превращения победителя в тирана с диаметрально противоположной точки зрения. В пьесе люди, спасаемые героем, в большинстве своём полагают жизнь под властью дракона вполне терпимой; с жестокостью и притеснениями они свыклись, каждый надеется, что хуже не будет. Ведь вступать с драконом в бой — верная смерть. Эти люди не особенно хотят, чтобы их спасали, им не нужна свобода, они предпочитают быть в рабстве, лишь бы господин оказался помягче. Лишившись одного тирана, они с удовольствием идут под власть другого. Герой с удивлением обнаруживает: для того, чтобы освободить людей, убить дракона недостаточно.

## Персонажи
- Дракон
- Ланцелот
- Шарлемань — архивариус
- Эльза — дочь Шарлеманя
- Бургомистр
- Генрих — его сын
- Кот
- Осёл
- 1-й ткач
- 2-й ткач
- Шапочных дел мастер
- Музыкальных дел мастер
- Кузнец
- 1-я подруга Эльзы
- 2-я подруга Эльзы
- 3-я подруга Эльзы
- Часовой
- Садовник
- Мальчик
- Разносчик
- Тюремщик
- Лакеи
- Стража
- Горожане

## Постановки
Первая попытка постановки была предпринята Николаем Акимовым в Ленинградском театре Комедии во время Великой Отечественной войны, в заглавной роли — Лев Колесов. «Никогда не забуду, как играл он Дракона», — запишет Евгений Шварц о нём в своей «Телефонной книге». В роли Ланцелота — Борис Смирнов. Спектакль был одобрен на предварительных просмотрах, но после первого показа на публике в Москве 4 августа 1944 года пьеса попала под запрет на постановку и не ставилась в СССР до 1962 года (18 лет).
В 1962 году, уже после смерти автора, постановка «Дракона» была повторно осуществлена Николаем Акимовым в Ленинградском театре Комедии. В главных ролях были заняты: Дракон — Лев Колесов и Георгий Тейх, Ланцелот — Геннадий Воропаев и Лев Милиндер, Эльза — Нелли Корнева, Бургомистр — Павел Суханов, Генрих — Иосиф Ханзель, Шарлемань — Глеб Флоринский. Спектакль сохранялся в репертуаре два сезона.
В Москве «Дракон» был поставлен в 1962 году в Студенческом театре МГУ Марком Захаровым. Дракона в этой постановке играл Вадим Зобин, Ланцелота — Святослав Дёмин, будущий экономист-международник, Бургомистра — Юрий Горин, Эльзу — Ия Саввина. После 17 представлений этот спектакль был запрещён.
К началу 1960-х годов относятся и первые постановки «Дракона» в других странах (в Польше и ФРГ).
Особое место среди зарубежных постановок занимает спектакль Немецкого театра в Берлине, ГДР, режиссёр — Бенно Бессон, художник — Хорст Загерт, композитор — Райнер Бредемайер. Сыгранный первый раз в марте 1965 года, «Дракон» оставался в репертуаре до конца сезона 1981 года, выдержав 580 представлений; спектакль был с успехом показан во многих странах Восточной и Западной Европы, получил единодушно высокую оценку у зрителей и критики и стал событием не только немецкого, но и мирового театра.
В 1967 году пьеса была поставлена во Франции Антуаном Витезом и показана в 1967—1968 в Сент-Этьене, Гренобле и Бурже.
В 1969 году в берлинской Государственной опере состоялась премьера оперы «Ланцелот», композитор — Пауль Дессау, либретто (по мотивам «Дракона») — Хайнер Мюллер.
В 1969 году пьеса поставлена в «Сатирическом театре» УПИ (ныне театр «Старый дом»). Постановка Николая Стуликова.
В 1972 году вышел радиоспектакль «Дракон» Театра Польского Радио — Радио Ольштын в постановке Яна Блешыньского.
В 1979 году Виктор Шрайман поставил пьесу «Дракон» в театре «Буратино» в Магнитогорске. В спектакле использовались куклы и маски для изображения некоторых воплощений дракона, кота Машеньки и горожан (манекены среди зрителей в зале). В основном роли исполняли актёры.
В 1980 году полностью кукольную версию «Дракона» представил в своём театре Сергей Образцов.
В 1981 году Валерий Белякович и Павел Куликов поставили «Дракона» в Театре-студии на Юго-Западе. В роли Ланцелота выступил Павел Куликов. С 1982 по 1998 год Ланцелота играл Виктор Авилов. Спектакль выдержал три редакции. Последнее возобновление состоялось 13 мая 2008 года, режиссёр А. Горшков, в роли Дракона выступили Олег Задорин, Дмитрий Козлов и Николай Ломтев, Ланцелота играл Денис Нагретдинов.
В 1994 году Санкт-Петербургская студия Радио России выпустила радиоспектакль «Дракон». Режиссёр радиоверсии Светлана Томилина (Коренникова), звукорежиссёр Ольга Климович. Длительность спектакля — около 45 минут. В ролях: Геннадий Богачёв (Дракон), Сергей Дрейден (Шарлемань, Музыкальных дел мастер), Иван Краско (Бургомистр), Татьяна Михалевкина (Эльза), Андрей Красавин (Ланцелот), Александр Васильев (Кот), Владимир Котов (Шапочных дел мастер).
В 1996 году Радио России выпустило радиоспектакль «Дракон» на основе постановки Театра на Юго-Западе. Режиссёр радиоверсии — Дмитрий Соломатин, звукорежиссёр — Марина Карпенко. По сравнению с театральным спектаклем, эта радиоверсия короче приблизительно на час и напоминает, скорее, детскую сказку — и значительно упрощённым текстом, и облегчённой, «сказочной» манерой игры.
В 1981 году Валерий Суслов поставил «Дракона» в студенческом театре ЛПИ.
В 1982 году режиссёр Марк Вайль поставил «Дракона» в ташкентском театре «Ильхом» (в постановке был использован текст ранних редакций пьесы).
В 1984 году режиссёр Юрий Попов поставил «Дракона» в Русском драматическом театре Литвы (Вильнюс).
В 1988 году в Казанском ТЮЗе «Дракона» поставил Борис Цейтлин. В главных ролях: Дракон — Владимир Фейгин, Ланцелот — Евгений Царьков, Эльза — Елена Крайняя, придуманную авторами спектакля роль Секретарши играла Роза Хайруллина.
В 1988 году режиссёр Геннадий Егоров поставил «Дракона» в Ленинградском государственном театре им. Ленинского комсомола. В главных ролях: Ланцелот — Игорь Арсеньев, Эльза — Лариса Луппиан, Бургомистр — Лев Лемке, Генрих — Рустем Гумеров, Первая голова — Алексей Арефьев, Вторая голова — Юрий Оськин, Третья голова — Валерий Смирнов, Кот — Виктор Сухоруков.
В 1990 году режиссёр Сергей Федотов поставил «Дракона» в пермском театре «У Моста».
Ещё одна московская премьера «Дракона» состоялась 30 сентября 2006 года, режиссёром выступил Владимир Мирзоев. 2006 — режиссёр Владимир Мирзоев — Театриум на Серпуховке п/р Терезы Дуровой — Ефим Шифрин в роли Бургомистра.
В начале 2010 режиссёр Сергей Арцибашев поставил «Дракона» в Российском Государственном «Театре на Покровке».
15 октября 2010 года состоялась премьера «Дракона» (реж. Андрей Корионов) в театре имени Ленсовета.
23 июля 2013 постановка пьесы «The Dragon» Мельбурнским Merlyn Theatre.
В сентябре 2016 года премьера пьесы Шварца «Дракон» состоялась в Заречном Пензенской области России. Режиссёром-постановщиком этого спектакля стал уроженец города Александр Купрянов, актёр московского «Театра на Юго-Западе», автор всей музыки спектакля московский композитор Александр Рогозин.
В феврале 2017 года состоялась премьера спектакля «Дракон» режиссёра Константина Богомолова в МХТ им. Чехова.
В июне 2019 года спектакль «Дракон» в постановке Марата Гацалова вышел на сцене Омского государственного академического театра драмы. Работа омского театра получила пять номинаций на премию «Золотая маска».

## Экранизации
- 1961 — Телеспектакль «Дракон» (Польша)[7] — Реж.: Ежи Красовский. В главных ролях: Дракон — Тадеуш Шанецкий, Станислав Михалик; Ланцелот — Фердинанд Матысик, Бургомистр — Эдвард Рончковский. Театр телевидения[пол.].
- 1980 — Телеспектакль «Дракон» (Польша)[8] — Реж.: Мацей Войтышко. В главных ролях: Дракон — Януш Клосиньский, Юзеф Нальберчак, Януш Ревиньский; Ланцелот — Кшиштоф Вакулиньский, Бургомистр — Владислав Ковальский. Театр телевидения[пол.].
- 1988 — Убить дракона (СССР, ФРГ) — Реж.: Марк Захаров. В главных ролях: Дракон — Олег Янковский, Ланцелот — Александр Абдулов, Бургомистр — Евгений Леонов. Сценарий к фильму написали Григорий Горин и Марк Захаров.